# Ahed Tamimi
Ahed Tamimi (arabă عهد التميميعهد التميمي 'Ahad la-Tamīmī, de asemenea, romanizată Ah'd; n. 31 ianuarie 2001, Nabi Salih⁠(d), Guvernoratul Ramallah ṣi al-Bireh, Cisiordania, Palestina) este o activistă politică palestiniană anti-Israeliană, cunoscută pentru aparițiile în imagini și filme în care ea îi înfruntă pe soldații israelieni. În decembrie 2017 filmată în scop de propagandă, în timp ce pălmuia un ofițer israelian - din film reiese că ofițerul respectiv a refuzat să se lase antrenat în această provocare și și-a continuat activitatea - a fost arestată și condamnată de un tribunal militar israelian la 8 luni de detenție pentru ultragiu.

## Biografie
Ahed Tamimi s-a născut la 30 martie 2001 ca fiica lui Bassem și Nariman al-Tamimi și soră cu Muhamed și Wa'ed, din tribul (arabă hamula) Tamimi, satul Nabi Salih, situat la aproximativ 20 de kilometri la nord-vest de Ramallah, în Autoritatea Națională Palestiniană. Tribul Tamimi numără circa 600 de oameni și s-a refugiat în acete locuri din Hebron, prin anul 1600.. Potrivit presei de stânga (The Guardian, etc.) frații lui Ahed și părinții „au cunoscut doar o viață de puncte de control, acte de identitate, rețineri, demolări, intimidare, umilire și violență; ea este o parte din cea de-a doua generație de palestinieni care trăiește sub ocupație”.. În realitate, tatăl lui Ahed, care a studiat economia, conduce un centru de relații publice și propagandă în cadrul căruia activează soția și copiii, parte, organizând provocații și parte, filmând. 
Mătușa ei, Ahlam Tamimi, a participat în 2001, la organizarea unui atentat sinucigaș cu bombă la o cafenea din Ierusalim, în care au fost ucise 15 persoane civile dintre care, 7 copii și rănite câteva sute.. Ca o represiune față de acest act terorist autoritățile israeliene au interzis familiei Tamimi liberul acces în Israel.

### Protestele
Pe 15 decembrie 2017, Ahed a participat la una dintre demonstrațiile săptămânale în Nabi Salih contra extinderii așezărilor israeliene în apropiere de satul ei. Cei aproximativ 200 de protestatari, localnici și israelieni activiști de extremă stângă, etc. au aruncat cu pietre în soldații israelieni veniți pentru a potoli revolta. Soldații atacați i-au fugărit pe protestatari până în casa familiei Tamimi pentru a-i forța pe protestatari să nu mai arunce cu pietre din interiorul casei. În îmbulzeală, vărul lui Ahed de 14 ani, Mohammed Fadl al-Tamimi a fost împușcat și rănint cu un glonte de cauciuc. A fost ospitalizat, operat și și-a recăpătat cunoștința câteva zile mai târziu. Ahed, împreună cu mama ei și verișoara Nour, au abordat doi soldați din afara casei, pălmuindu-l pe unul dintre ei și împingându-i, totul, evident, în timp ce o rudă filma. Persoanele civile care apar în video sunt toate femei asigurate sub pavăza ordinelor stricte din Armata Israeliană (ZAHAL) de a nu ataca în forță femei și copii. Soldații, deși înarmați, nu au reacționat.
 După ce materialele video au fost difuzate prin mass-media, pe 19 decembrie, Ahed Tamimi a fost arestată.
La eliberarea din închisoarea israeliană, în august 2018, Ahed Tamimi, după ce a fost primită ca o eroină, cu ovații și felicitări de la președinții Autorității Naționale Palestiniene, Mahmud Abbas, Turciei, Erdogan, etc., a povestit unui reporter al postului de tv. rusesc în limba arabă "RT", că „am făcut acolo (la închisoare) multe lucruri, am luat un curs de drept, am învățat pentru bacaloreat, am citit cărți, împreună cu alte prietene ne-am pregătit masa de dimineață la care am cântat și am dansat si m-am îngrășat cu 8 kilograme.”